# Miklósvágása
Miklósvágása (szlovákul: Miklušovce) község Szlovákiában, az Eperjesi kerület Eperjesi járásában.

## Fekvése
Eperjestől 23 km-re délnyugatra, a Hernád felett fekszik.

## Története
A település valószínűleg a 12. században keletkezett. Régi temploma a 13. században már állt, lényegében a mai templom helyén. 1330-ban „villa Nikolay” néven említik először. A 14. század elején a somosi uradalomhoz tartozott, melyet Károly Róbert király hívének, a Drugeth családnak adományozott, de nem sokáig maradt a család birtokában. 1386-ban mint királyi birtokot Luxemburgi Zsigmond a somosi nemeseknek adta. 1391-ben a Szécsyek kapták, akik a 15. század első felében is birtokolták. Később Rihnó várának tartozéka, urai a Szapolyaiak, valamint a Salm és Groff családok voltak. 1427-ben 39 adózó portája volt, ezzel a nagyobb falvak közé számított. 1600-ban 16 lakott házzal rendelkezett, ezen kívül a soltész háza, templom, plébánia és iskola állt a faluban. A 17. század végén és a 18. század elején állítólag nagyolvasztó működött itt, mely a gölnici vasércbányák anyagát dolgozta fel. Lakói földműveléssel, favágással, szövéssel, fuvarozással, kovácsmesterséggel, kőbányászattal foglalkoztak. A 18. században a Semsey és Görgey családok birtoka volt.
A 18. század végén Vályi András így ír róla: „MIKLÓSVÁGÁS. Miklusovce. Orosz falu Sáros Várm. földes Urai több Urak, lakosai külömbfélék, fekszik Szedliczához nem messze, és annak filiája, földgye középszerű, keresette jó módgyok van, legelője, réttye, erdeje is elég van.”
Az 1830-as években kolera pusztított.
Fényes Elek 1851-ben kiadott geográfiai szótárában így ír a faluról: „Vágás (Miklós-), (Miklussowce), Sáros v. orosz falu, Szedliczéhez 1/2 órányira: 16 romai, 510 g. kath., 28 zsidó lak. Görög kath. paroch. templom. Nagy erdő. Fürészmalom. A Hernád mellett, a helységtől 1 órányira rézbányát is mivel. A rézolvasztó hámort részvényes társaság (400 részvény 200 forintjával ezüstben) alapitotta, s most 3 kemenczében dolgonak. F. u. Roll. Ut. p. Eperjes.”
1889-ben az egész falu leégett egy tűzvészben, később a tűz keletkezésének helyén a helyiek keresztet állítottak.
1920 előtt Sáros vármegye Eperjesi járásához tartozott.

## Népessége
| Év:            | 1994. | 2004.   | 2014. | 2024.    |
| -------------- | ----- | ------- | ----- | -------- |
| Emberek száma: | 331   | 340     | 323   | 289      |
| Eltérés:       |       | +2,71 % | -5 %  | -10,52 % |

| Év:            | 2023. | 2024.   |
| -------------- | ----- | ------- |
| Emberek száma: | 287   | 289     |
| Eltérés:       |       | +0,69 % |

1910-ben 354, többségben ruszin lakosa volt, jelentős szlovák kisebbséggel.

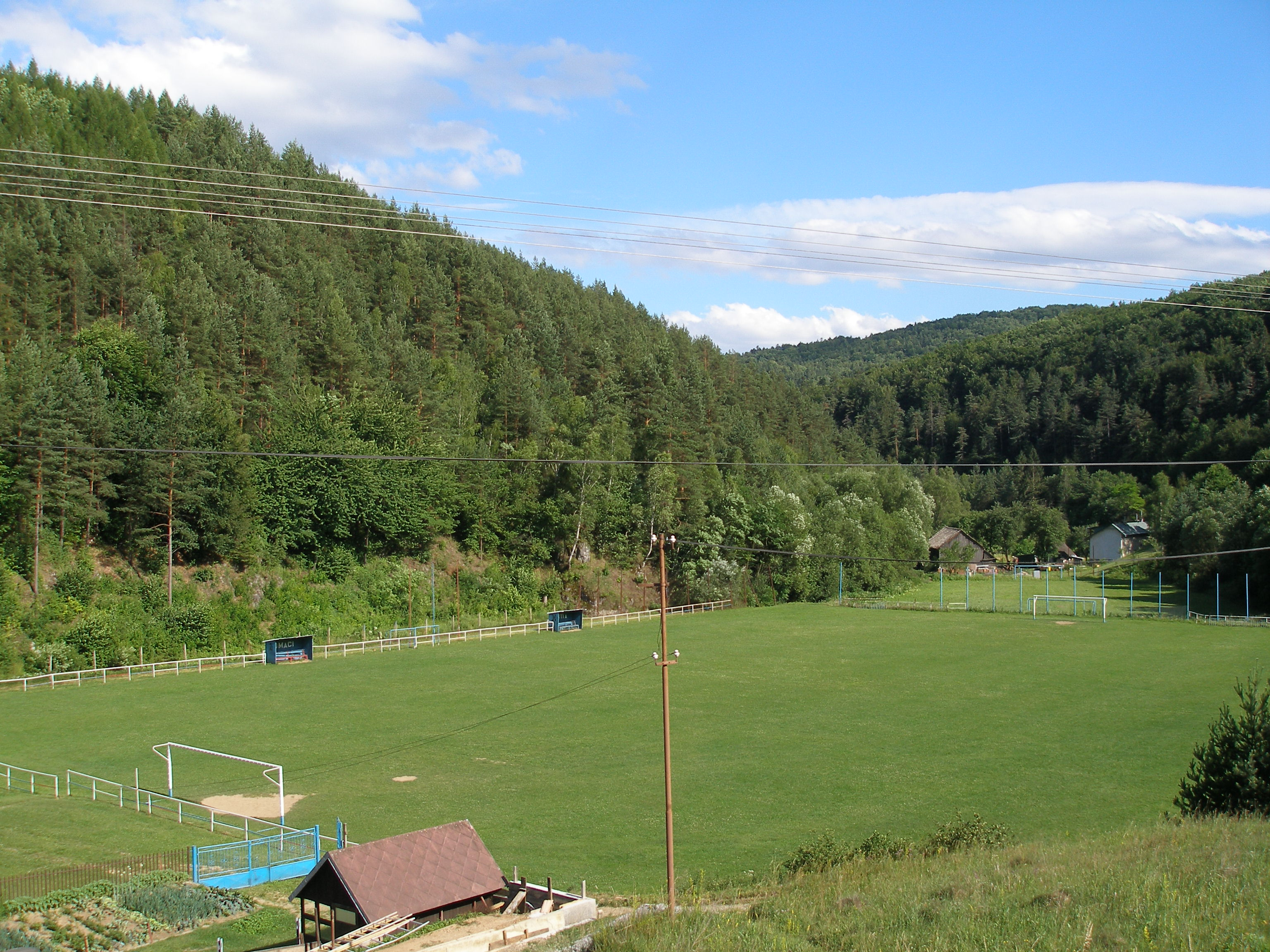
A falu sportpályája

2001-ben 331 lakosából 324 szlovák volt.
2011-ben 314 lakosából 307 szlovák.

## Nevezetességei
A Nagyboldogasszony tiszteletére szentelt görögkatolikus temploma eredetileg a 13. században épült, 1812-ben klasszicista stílusban építették át. 1889-ben a templom is leégett, de újjáépítették. 2000-ben a restauráláskor északi falán a 14. századból származó falfestmények tűntek elő.